# Chorisodontium
Chorisodontium (Mitt.) Broth., 1924 è un genere di muschi della famiglia Dicranaceae.

## Tassonomia
Il genere comprende le seguenti specie:
- Chorisodontium aciphyllum (Hook. f. & Wilson) Broth.
- Chorisodontium dicranellatum (Dusén) Roiv.
- Chorisodontium luridum E.B. Bartram
- Chorisodontium magellanicum (Cardot) E.B. Bartram
- Chorisodontium mittenii (Müll. Hal.) Broth.
- Chorisodontium nigricans (Herzog) Broth.
- Chorisodontium setaceum (E.B. Bartram) E.B. Bartram
- Chorisodontium speciosum (Hook. & Wilson) Broth.
- Chorisodontium spegazzinii (Müll. Hal.) Roiv.